# Arhitektura u 1891.
◄◄ | ◄ | 1888. | 1889. | 1890. | 1891.  | 1892. | 1893. | 1894. | ► | ►►
Arhitektura • Astronomija • Biologija • Film • Fotografija • Glazba • Kazalište • Kemija • Kiparstvo • Knjige • Književnost • Kršćanstvo • Meteorologija • Medicina • Planinarstvo • Politika • Pravo • Promet • Slikarstvo • Strip • Šport • Znanost • Zrakoplovstvo • Željeznički promet
Arhitektura u 1891.

## Hrvatska i u Hrvata

### Zgrade i druge građevine
- Početak gradnje zgrada HNK u Splitu (dovršena 1893.)

## Vanjske poveznice
|  | Zajednički poslužitelj ima još gradiva o temi Arhitektura u 1890-im |